# Ben Starkie
Ben Anthony Starkie (Leicester, 23 luglio 2002) è un calciatore tanzaniano con cittadinanza britannica, centrocampista dell'Harborough Town e della nazionale tanzaniana.

## Carriera

### Club
Dal 2012 al 2018 ha giocato nelle giovanili del Leicester City. Dopo un ulteriore biennio nelle giovanili del Rugby Town, ha proseguito la carriera giocando prima per un breve periodo nella settima divisione tedesca al SV Wilhelmshaven e successivamente nelle serie minori inglesi.

### Nazionale
Dopo aver precedentemente anche giocato nelle nazionali Under-17 ed Under-20, nel 2022 ha esordito in nazionale maggiore.

## Statistiche

### Cronologia presenze e reti in nazionale
| Cronologia completa delle presenze e delle reti in nazionale ― Tanzania | Cronologia completa delle presenze e delle reti in nazionale ― Tanzania | Cronologia completa delle presenze e delle reti in nazionale ― Tanzania | Cronologia completa delle presenze e delle reti in nazionale ― Tanzania | Cronologia completa delle presenze e delle reti in nazionale ― Tanzania | Cronologia completa delle presenze e delle reti in nazionale ― Tanzania | Cronologia completa delle presenze e delle reti in nazionale ― Tanzania | Cronologia completa delle presenze e delle reti in nazionale ― Tanzania |
| Data                                                                    | Città                                                                   | In casa                                                                 | Risultato                                                               | Ospiti                                                                  | Competizione                                                            | Reti                                                                    | Note                                                                    |
| ----------------------------------------------------------------------- | ----------------------------------------------------------------------- | ----------------------------------------------------------------------- | ----------------------------------------------------------------------- | ----------------------------------------------------------------------- | ----------------------------------------------------------------------- | ----------------------------------------------------------------------- | ----------------------------------------------------------------------- |
| 23-3-2022                                                               | Dar es Salaam                                                           | Tanzania                                                                | 3 – 1                                                                   | Rep. Centrafricana                                                      | Amichevole                                                              | -                                                                       | Uscita                                                                  |
| 29-3-2022                                                               | Dar es Salaam                                                           | Tanzania                                                                | 1 – 1                                                                   | Sudan                                                                   | Amichevole                                                              | -                                                                       | Ingresso                                                                |
| 7-1-2024                                                                | Il Cairo                                                                | Egitto                                                                  | 2 – 0                                                                   | Tanzania                                                                | Amichevole                                                              | -                                                                       | Uscita                                                                  |
| 25-3-2024                                                               | Mərdəkan                                                                | Tanzania                                                                | 3 – 0                                                                   | Mongolia                                                                | Amichevole                                                              | -                                                                       | Ingresso                                                                |
| 15-5-2024                                                               | Ta'if                                                                   | Sudan                                                                   | 2 – 1                                                                   | Tanzania                                                                | Amichevole                                                              | -                                                                       |                                                                         |
| 2-6-2024                                                                | Giacarta                                                                | Indonesia                                                               | 0 – 0                                                                   | Tanzania                                                                | Amichevole                                                              | -                                                                       | Ingresso                                                                |
| Totale                                                                  |                                                                         | Presenze                                                                | 6                                                                       |                                                                         | Reti                                                                    | 0                                                                       |                                                                         |